# 本郷村 (山形県東田川郡)
本郷村（ほんごうむら）は、かつて山形県東田川郡にあった村。

## 沿革
- 1889年（明治22年）4月1日 - 町村制施行に伴い東田川郡本郷村、大針村、砂川村、行沢村、上名川村、下名川村、熊出村が合併し、本郷村が発足。
- 1954年（昭和29年）8月1日 - 東田川郡大泉村、東村と合併し、朝日村となり消滅。